# Seaside (Oregon)
Seaside az Amerikai Egyesült Államok északnyugati részén, Oregon állam Clatsop megyéjében helyezkedik el. A 2010. évi népszámláláskor 6457 lakosa volt. A város területe 10,72 km², melyből 0,52 km² vízi.
A név a Ben Holladay vasútmágnás által alapított Seaside House pihenőhely rövidítéséből ered.

## Történet

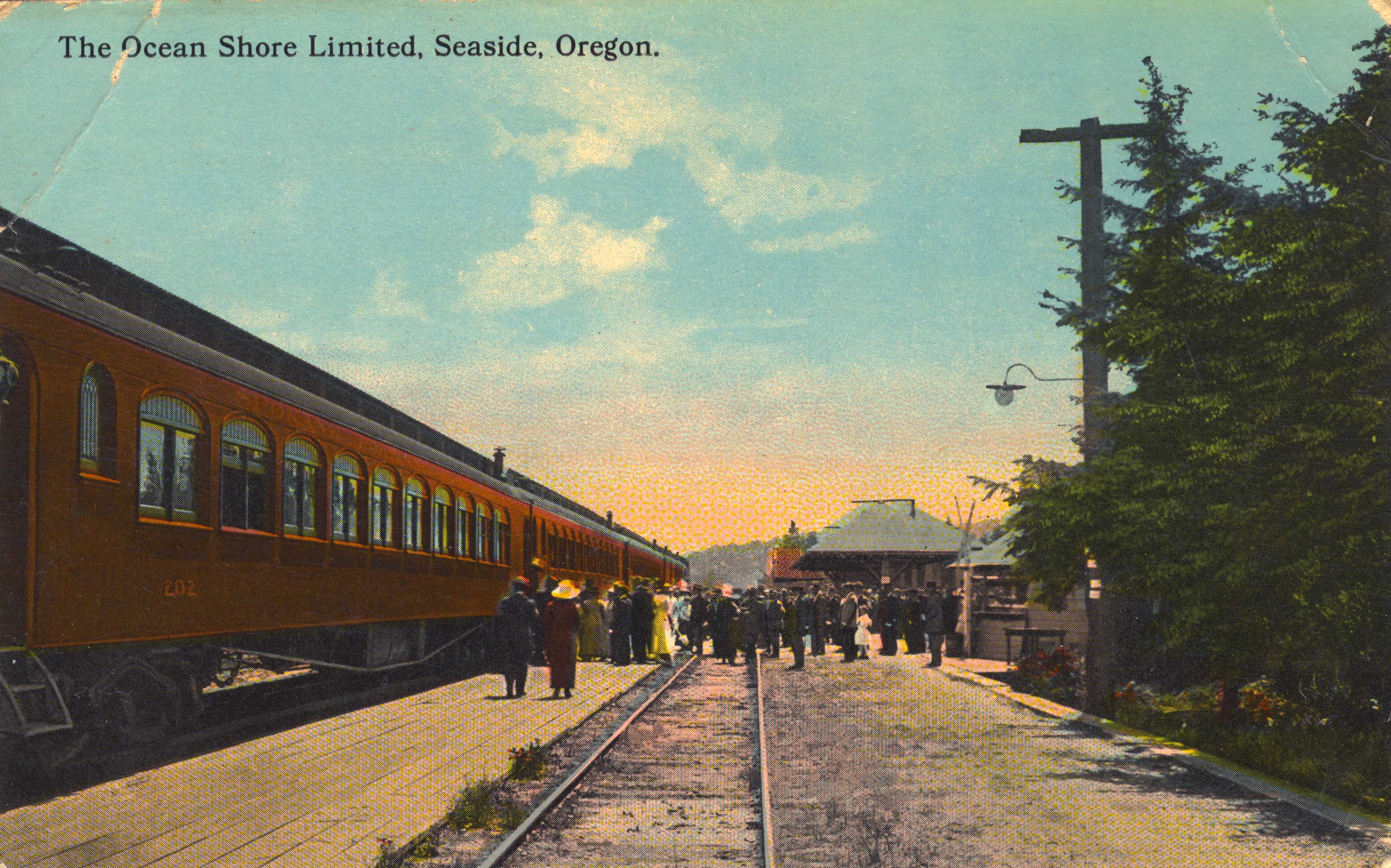
A helyi vasúti megálló 1910 körül

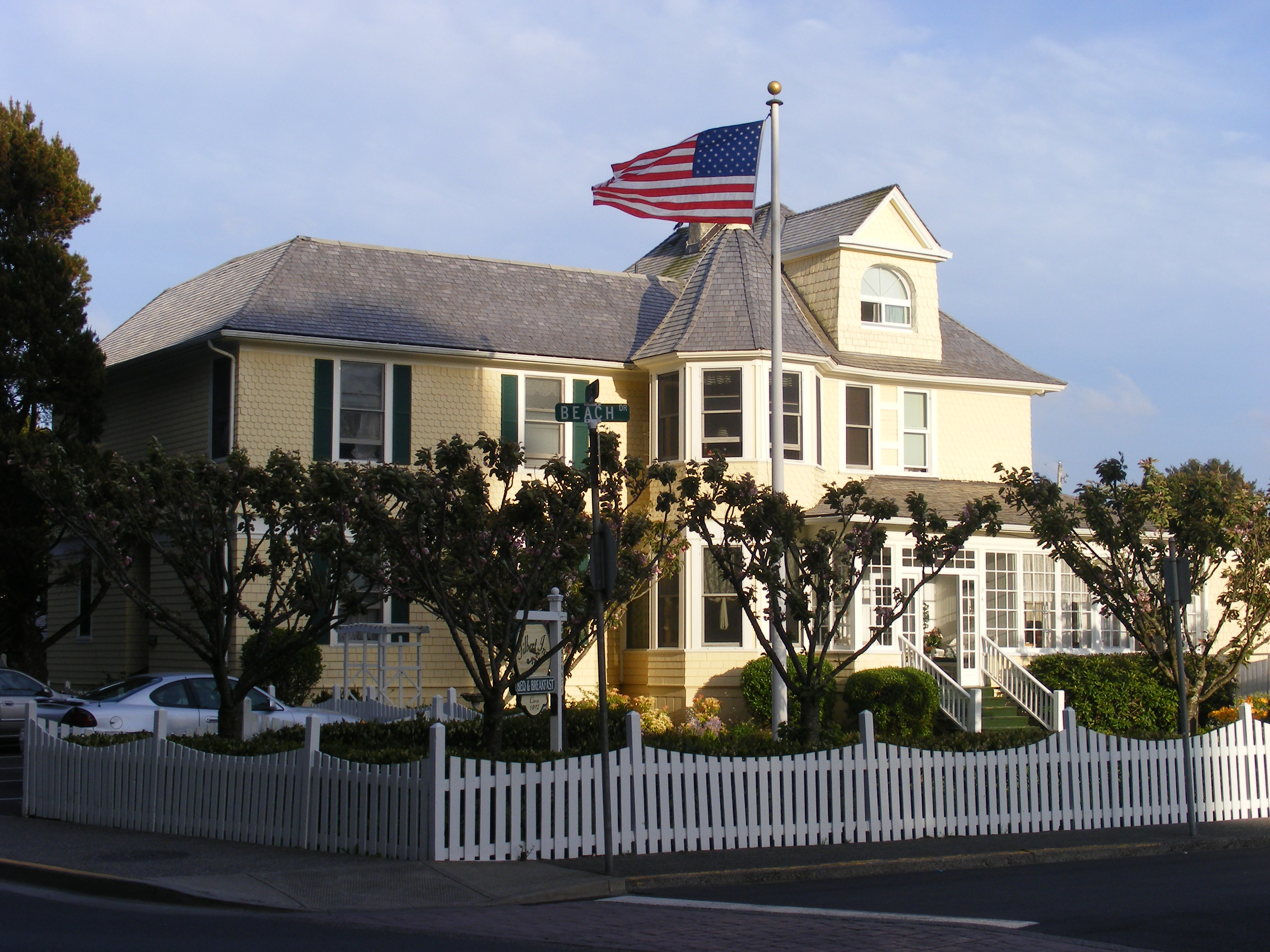
A Gilbert-ház

A mai Seaside területén eredetileg a chinook nyelvű clatsop indiánok által alapított Ne-co-tat falu volt. Az őslakosok ekkorra már régen benépesítették a parti területeket.
1806. január 1. körül a Lewis–Clark-expedíció néhány tagja sóbányát létesített itt. Seaside 1899. február 17-én kapott városi rangot, a környékbeli üdülőknél is ekkor kezdtek letelepedni. Portland, az állam legnépesebb városa 79 km-re délkeletre található.
1912-ben Alexandre Gilbert (1843–1932) francia bevándorló, a porosz–francia háború veteránja lett a polgármester. Gilbert San Franciscóban és Astoriában is megfordult, majd Seaside-ban nyaralóházat épített. Ingatlanfejlesztőként dolgozott, a 2,5 km-es városi parti sétány meghosszabbításához maga ajánlott fel új területet.
1892-ben üdülőházát továbbfejlesztette, ami 100 évvel később Gilbert-házként volt ismert, a 80-as évek óta hivatalos neve Gilbert-fogadó (Gilbert Inn). Mind az üdülő, mind a Gilbert Block irodaház a mai napig áll.
Gilbert otthonában hunyt el, a warrentoni Ocean View Abbey Mausoleumba temették el.

## Földrajz és éghajlat

### Földrajz
A Népszámlálási Hivatal adatai alapján a város területe 10,72 km², melyből 0,52 km² vízi.
Seaside a Csendes-óceán partján, a Clatsop-síkság délnyugati végén fekszik, 29 km-re attól a ponttól, ahol a Columbia folyó az óceánba torkollik. A várost átszeli a Necanicum folyó, mely a város északi határában végződik. A déli végen található a Tillamook-hegyfok.

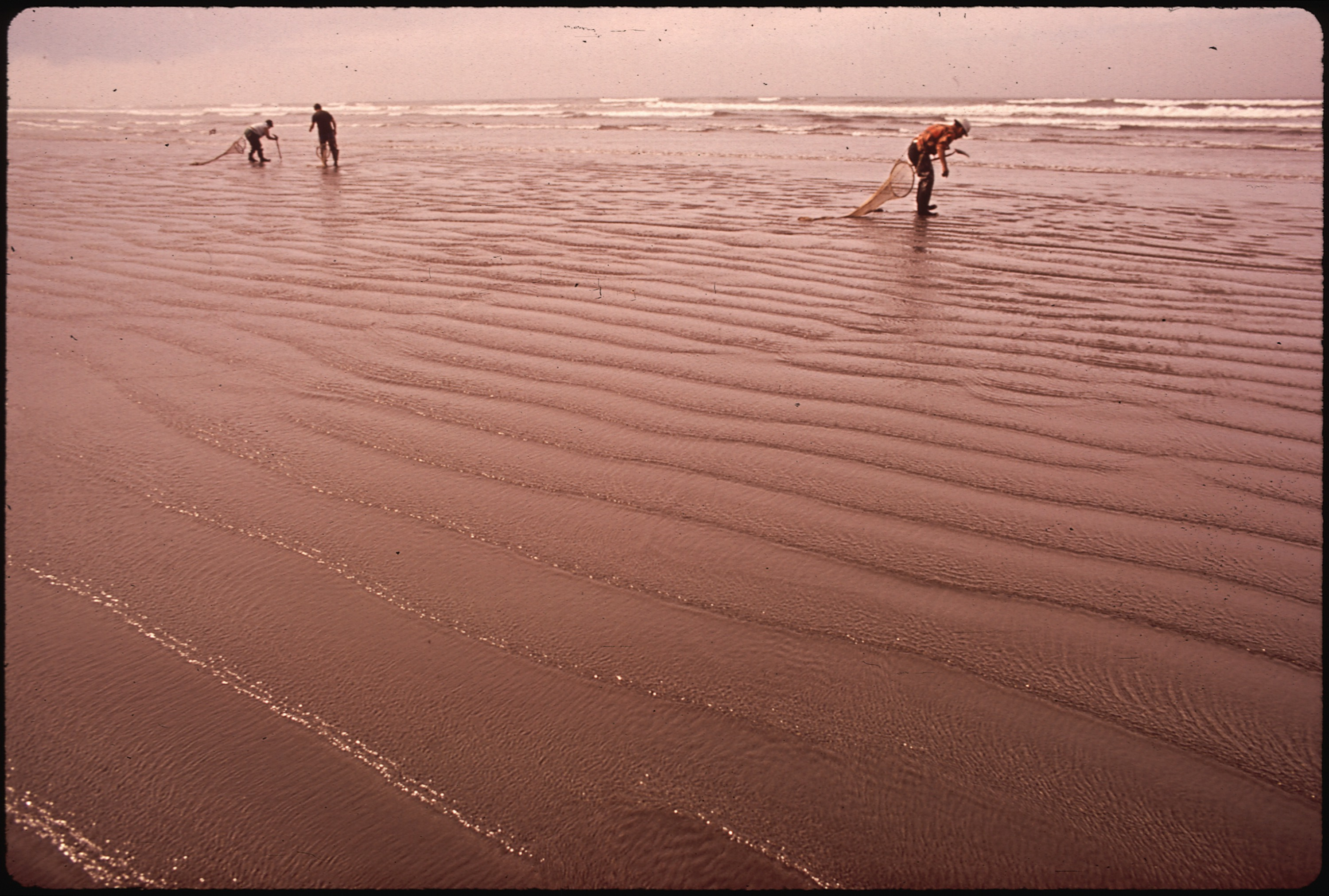
Rákot gyűjtő őslakosok

A Clatsop-homokföveny fokozatosan lejtő, homokos partjainak formái remek élőhelyet biztosítanak az évente csapatostul itt tartózkodó óceáni borotvarákoknak, ami évente több ezer látogatót vonz.

### Éghajlat
A városnak átlagos északnyugati időjárása van, esős telekkel, és hideg, csapadékos nyarakkal. A legcsapadékosabb a december-január, a legszárazabb pedig a július-augusztus időszak. A legmelegebb hónap augusztus (a napi maximum átlaghőmérséklet ekkor körülbelül 20 °C), a leghidegebb pedig december.
| Hónap                                                                   | Jan.  | Feb.  | Már. | Ápr. | Máj. | Jún. | Júl. | Aug. | Szep. | Okt. | Nov.  | Dec.  | Év    |
| ----------------------------------------------------------------------- | ----- | ----- | ---- | ---- | ---- | ---- | ---- | ---- | ----- | ---- | ----- | ----- | ----- |
| Rekord max. hőmérséklet (°C)                                            | 22,8  | 31,7  | 25,6 | 31,7 | 36,7 | 36,7 | 40,6 | 40,0 | 36,1  | 33,3 | 26,1  | 20,1  | 40,6  |
| Átlagos max. hőmérséklet (°C)                                           | 11,2  | 12,1  | 12,9 | 14,0 | 16,0 | 17,5 | 19,1 | 19,8 | 19,6  | 16,7 | 12,7  | 10,6  | 15,2  |
| Átlaghőmérséklet (°C)                                                   | 7,4   | 7,7   | 8,4  | 9,6  | 11,8 | 13,6 | 15,2 | 15,6 | 14,4  | 11,9 | 8,9   | 6,7   | 11,0  |
| Átlagos min. hőmérséklet (°C)                                           | 3,7   | 3,2   | 4,1  | 5,1  | 7,5  | 9,7  | 11,4 | 11,4 | 9,3   | 7,1  | 5,1   | 2,9   | 6,7   |
| Rekord min. hőmérséklet (°C)                                            | −11,7 | −12,8 | −6,1 | −5,0 | −3,3 | 2,2  | 1,7  | 3,3  | −0,6  | −4,4 | −10,0 | −15,0 | −15,0 |
| Átl. csapadékmennyiség (mm)                                             | 273   | 213   | 215  | 153  | 104  | 84   | 37   | 32   | 58    | 258  | 260   | 268   | 1955  |
| Forrás: Nemzeti Óceán- és Légkörkutatási Hivatal és The Weather Channel |       |       |      |      |      |      |      |      |       |      |       |       |       |

## Népesség

### 2010
A 2010-es népszámláláskor a városnak 6457 lakója, 2969 háztartása és 1565 családja volt. A népsűrűség 632,7 fő/km². A lakóegységek száma 4638, sűrűségük 454,5 db/km². A lakosok 88,1%-a fehér, 0,6%-a afroamerikai, 0,8%-a indián, 1,4%-a ázsiai, 0,1%-a a csendes-óceáni szigetekről származik, 5,8%-a egyéb-, 3,1% pedig kettő vagy több etnikumú. A spanyol vagy latino származásúak aránya 12,4% (11,1% mexikói, 0,1% Puerto Ricó-i, 1,2% pedig egyéb spanyol/latino származású).
A háztartások 24,2%-ában élt 18 évnél fiatalabb. 35,4% házas, 11,5% egyedülálló nő, 5,8% pedig egyedülálló férfi; 47,3% pedig nem család. 38,6% egyedül élt; 15,4%-uk 65 éves vagy idősebb. Egy háztartásban átlagosan 2,16 személy élt; a családok átlagmérete 2,83 fő.
A medián életkor 41,5 év volt. A város lakóinak 20%-a 18 évesnél fiatalabb, 9,3% 18 és 24 év közötti, 24,7%-uk 25 és 44 év közötti, 28,6%-uk 45 és 64 év közötti, 17,4%-uk pedig 65 éves vagy idősebb. A lakosok 48,3%-a férfi, 51,7%-uk pedig nő.

### 2000
A 2000-es népszámláláskor a városnak 5900 lakója, 2656 háztartása és 1510 családja volt. A népsűrűség 578,4 fő/km². A lakóegységek száma 4078, sűrűségük 399,8 db/km². A lakosok 93,1%-a fehér, 0,3%-a afroamerikai, 1%-a indián, 1,1%-a ázsiai, 0,3%-a Csendes-óceáni szigetekről származik, 2,2%-a egyéb-, 2,1% pedig kettő vagy több etnikumú. A spanyol vagy latino származásúak aránya 6,5% (5,7% mexikói, 0,1% Puerto Ricó-i, 0,1% kubai, 0,6% pedig egyéb spanyol/latino származású).
A háztartások 25,1%-ában élt 18 évnél fiatalabb. 39,6% házas, 12,8% egyedülálló nő; 43,1% pedig nem család. 35,5% egyedül élt; 14,8%-uk 65 éves vagy idősebb. Egy háztartásban átlagosan 2,17 személy élt; a családok átlagmérete 2,76 fő.
A város lakóinak 21,3%-a 18 évnél fiatalabb, 6%-a 18 és 24 év közötti, 26%-a 25 és 44 év közötti, 25%-a 45 és 64 év közötti, 19,1%-a pedig 65 éves vagy idősebb. A medián életkor 41 év volt. Minden 100 nőre 90,5 férfi jut; a 18 évnél idősebb nőknél ez az arány 86,5.
A háztartások medián bevétele 31 074 amerikai dollár, ez az érték családoknál $40 957. A férfiak medián keresete $29 400, míg a nőké $21 913. A város egy főre jutó bevétele (PCI) $17 893. A családok 11,6%-a, a teljes népesség 15,6%-a élt létminimum alatt; a 18 év alattiaknál ez a szám 25,2%, a 65 évnél idősebbeknél pedig 11,4%.

## Kultúra

### Évente megrendezett események
Minden évben megrendezik a Seaside Jazz Festivalt (korábban Oregon Dixieland Jubilee), ahol az Egyesült Államok és Kanada népszerűbb tradicionális dzsessz- és szvingelőadói lépnek fel.
Július 4-ét, a függetlenség napját fesztivállal, kültéri koncertekkel, és a nyugati part legnagyobb tűzijátékával ünneplik.
Seaside-ban rendezik a Dorchester Conference-et, a republikánus, független és jobbközép beállítottságú politikai aktivistáinak találkozóját. A konvenciót Bob Packwood akkori képviselő alapította 1964-ben az oregoni republikánusok összefogására. A 90-es évek óta főleg a konzervatívabb szárny kapott szerepet. Az évek alatt számos elnökjelölt látogatott el ide, több republikánus elnökjelölti vitát is itt tartottak meg, valamint többször szó esett nagyobb rétegeket érintő politikai és társadalmi problémákról is. A konferencia hivatalosan nem kötődik a republikánus párthoz.
A Seaside Civic and Convention Centerben rendezik meg a Miss America szépségverseny előversenyét, a Miss Oregont.
Augusztusban rendezik a Salt Maker's Returnt. A rendezvény a város története köré épül. A Lewis–Clark-expedíció öt tagjának közel két hónapra volt szüksége 110 liter só kibányászásához, mely nélkülözhetetlen volt ahhoz, hogy télen is életben maradjanak, és sikeresen hazaérjenek keletre.
Minden évben a munka ünnepe előtti hétvégén rendezik meg a Hood to Coast és Portland to Coast futóversenyeket, a cél a sétányon van.

### Múzeumok és egyéb érdekes helyek
Itt található a Seaside Aquarium, mely a környék vizeinek élővilágát és a helyi felfedezéseket mutatja be, illetve kiállítottak egy 11 méteres szürke bálna csontvázát is. Mindezek rövid sétára találhatók a Lewis–Clark-expedíciónak emléket állító szobortól.
Seaside számos épületében találhatók a város történetét, vizeit és életét bemutató festmények.

## Média
A város hetilapja a Seaside Signal.
Az elérhető rádióadók:
| Hívójel | Frekvencia | Tematika                  |
| ------- | ---------- | ------------------------- |
| KSWB    | 840 Khz    | régi slágerek             |
| KBGE    | 94,9 Mhz   | toplistás felnőtt kortárs |
| KCYS    | 96,5 Mhz   | country                   |
| KCRX    | 102,3 Mhz  | klasszikus rock           |

## Közlekedés
Másfél kilométerrel északkeletre található a Seaside-i városi repülőtér, melynek a város a tulajdonosa. Egy kifutópályája, egy várakozási területe, 20 gépet befogadó parkolója és öt gépet tárolni tudó hangárja van.
A város közúton a 26-os és 101-es utakon közelíthető meg.
Seaside távolsági buszokkal is megközelíthető.
A város fejlesztési terveiben szerepel egy hosszútávú (2030-ig) megvalósítandó közlekedésfejlesztési javaslat, mely ajánlásokat tesz a meglévő lehetőségek felülvizsgálatára, és újak megvalósítására. A terv összhangban van Clatsop megye hasonló irányelvével, illetve a létrehozandó oregoni autópályahálózat terveivel is.

## Nevezetes személyek
- Betsy Eby – festő
- Deborah Boone – képviselő
- E. E. Smith – író, mérnök
- John Schlee – golfjátékos
- Karl Marlantes – író, üzletember, veterán
- Ken Carpenter – amerikaifutball-játékos
- Mark Wiebe – golfjátékos
- Ormond Robbins – író
- Tsin-is-tum – indián művész

## Fordítás
Ez a szócikk részben vagy egészben  a   Seaside, Oregon című angol Wikipédia-szócikk ezen változatának fordításán alapul.  Az eredeti cikk szerkesztőit annak laptörténete sorolja fel. Ez a jelzés csupán a megfogalmazás eredetét és a szerzői jogokat jelzi, nem szolgál a cikkben szereplő információk forrásmegjelöléseként.